# Monopteropsis acrophilus
Monopteropsis acrophilus är en insektsart som beskrevs av De Mello och Jacomini 1994. Monopteropsis acrophilus ingår i släktet Monopteropsis och familjen syrsor. Inga underarter finns listade i Catalogue of Life.